# Affan ibn Abi al-'As
 (juillet 2014).
Si vous disposez d'ouvrages ou d'articles de référence ou si vous connaissez des sites web de qualité traitant du thème abordé ici, merci de compléter l'article en donnant les références utiles à sa vérifiabilité et en les liant à la section « Notes et références ».
Affan ibn Abi al-As est l'ancêtre d'un Sahaba.
Son père était Abu al-A'as ibn Umayya. Il avait deux frères, Al-Hakam ben Abi al-As et Uthman ibn Abi al-'As. Son fils était Othmân ibn Affân. Son neveu était le calife omeyyade Marwan Ier, Sa sœur était Safiyya bint Abi al-'As, la mère de l'épouse de Mahomet, Ramla bint Abu Sufyan .